# Ensiferella obscurella
Ensiferella obscurella är en tvåvingeart som först beskrevs av Becker 1911.  Ensiferella obscurella ingår i släktet Ensiferella och familjen fritflugor. Inga underarter finns listade i Catalogue of Life.